# 陳術
陳 術（ちん じゅつ、生没年不詳）は、三国時代の蜀漢に仕えた政治家。字は申伯。益州漢中郡の人。『三国志』李譔伝に記述が見られる。

## 経歴
陳術は学識博聞であり、『釈問』七篇、『益部耆旧伝』、『益部耆旧志』を著した。また三郡の太守を歴任したという。
後漢以来、蜀郡の鄭厪、太尉の趙謙、漢中郡の祝亀、広漢郡の王商らは皆、博学をもってその名を知られて、陳術とともに『巴蜀耆旧伝』を作った。西晋の陳寿はこれを読み、内容の不十分であるところの土地、人の両方について内容を加筆し、『益部耆旧伝』十篇として編纂した。　